# Pseudoscolia simplicicornis
Pseudoscolia simplicicornis (лат.) — вид песочных ос из подсемейства Philanthinae (триба Pseudoscoliini).

## Распространение
Монголия, Читинская область.

## Описание
Мелкие осы (6—7 мм). Тело чёрное с беловатым рисунком. Переднеспинка спереди по бокам с зубчиками. Передний край наличника спереди с вырезкой. Гнездятся в земле. Биология плохо изучена: ловят, вероятно, пчёл.

## Систематика
Первоначально был описан под названием Anthopilus variegatus F. Morawitz, 1889. Относится к трибе Pseudoscoliini.